# Тамара Котевска
Тамара Котевска (мак. Тамара Котевска; нар. 9 серпня 1993) — режисерка, сценаристка, найбільш відома завдяки документальному фільму «Медова земля».

## Біографія
Котевска народилась в Прилепі, Республіка Македонія (нині Північна Македонія).
Закінчила факультет Драматичних мистецтв Університету Святих Кирила і Мефодія  в Скоп'є за спеціальністю «режисер документальних фільмів».

## Творчість
Більш п′яти років знімає документальні і художні фільми. Живе і працює в Скоп'є.
У 2017 році разом з Любомиром Стефановим знімала документальний фільм «Озеро яблук». Їх наступна спільна праця «Медова земля» (2019 р.) принесла Північній Македонії дві номінації на премію Американської кіноакадемії.
Наразі режисери займаються створенням своєї дебютної художньої стрічки «Man vs. Flock» — розповіді про конфлікт поколінь, який досліджує прірву між старомодними цінностями і швидким темпом сучасного життя. Старт зйомок призначений на 2021-й рік.
Тамара Котевска працює над написанням сценарію до антології з п′яти короткометражних документальних фільмів про спортсменок Македонії, які зруйнували канони. Вона виступить як продюсер проекту і залучить до його зйомок п′ять різних режисерів.

## Нагороди
- Оскар 2020: фільм «Медова земля» — кращий документальний фільм.
- Санденс 2019: фільм «Медова земля» — гран-прі — документальний фільм (Програма «Світове кіно»)[4]